# اوزلم ییلماز
اوزلم ییلماز (انگلیسی: Özlem Yılmaz؛ زادهٔ ۱۷ ژوئیهٔ ۱۹۸۶) بازیگر اهل ترکیه است.